# Cyphonocerus jenniferae
Cyphonocerus jenniferae is een keversoort uit de familie glimwormen (Lampyridae). De wetenschappelijke naam van de soort is voor het eerst geldig gepubliceerd in 1999 door Jeng en Satô in Jeng, Yang en Satô.